# Jesús Ernest Martínez Ferrando
Jesús Ernest Martínez Ferrando (València, 17 de gener de 1891 - ibid., 26 de setembre de 1965), més conegut com a Ernest Martínez Ferrando, va ser un arxiver, escriptor i historiador valencià.
Com a arxiver, fou destinat l'any 1920 a l'Arxiu de la Corona d'Aragó, del qual fou director des de 1940 fins al 1961. Ernest Martínez en millorà les instal·lacions, hi inicià un procés de modernització i ampliació i condicionà la instal·lació i conservació de fons, fets que reafirmaren el prestigi científic de l'arxiu.

## Biografia
Va estudiar Filosofia i Lletres, branca d'Història, a València, obtenint premi extraordinari de llicenciatura el 1914. L'any 1915 va ingressar al Cos d'Arxivers, Bibliotecaris i Arqueòlegs. Va prestar servei a la Biblioteca Universitària de Barcelona i a la Biblioteca Provincial de Girona (1919). Des de l'any 1920 va treballar a l'Arxiu de la Corona d'Aragó, que va dirigir entre 1940 i 1961. En aquest període hi millorà les instal·lacions, hi inicià un procés de modernització i ampliació, condicionà la instal·lació i conservació de fons, canvis que consolidaren el prestigi científic de l'arxiu. A més, modernitzà les dependències de treball i les parts ornamentals (galeria del pati i mirador).
Pel que fa al vessant literari, Carles Riba l'havia anomenat «el nostre Dickens en potència».
Va ser autor de narracions curtes, especialment de contes, encara que també té alguna novel·la, com Una dona s'atura en el camí, per la qual obtingué el Premi Joan Crexells (1935). A part, traduí al català obres literària d'autors francesos (Guy de Maupassant) i alemanys (Heinrich von Kleist, August Liebmann Mayer, Arthur Schnitzler, Stefan Zweig), com també obres d'història de les lletres i de les arts del castellà.
Especialista en la Baixa Edat Mitjana a la Corona d'Aragó, la seva tasca com a historiador començà el 1934 amb Catálogo de la documentación relativa al antiguo reino de Valencia (Jaime I el Conquistador; Pedro el Grande). Dos anys més tard publicà Pere de Portugal, “rei dels catalans”, vist a través dels registres de la seva Cancelleria (1936) i altres obres i articles —aquests darrers, en revistes especialitzades— relacionats amb la matèria.
En relació amb això, a banda de les obres de caràcter arxivístic (catàlegs, guies, etc.), les d'investigació científica se centraren, sobretot, en dos períodes. D'una banda, el dels segles XIII-XIV (que van des de Jaume I fins a Alfons el Benigne) i, d'una altra, el de mitjan segle xv (la revolució catalana contra Joan II). La seva obra demostra l'accés que tingué als fons documentals, fet que li permeté centrar-se en les èpoques que li interessaven, com la Baixa Edat Mitjana.
La seva faceta literària, tot i que no la conreà als primers anys de la postguerra, sinó entre 1958 i 1963, perquè es dedicà a la gestió de la direcció de l'arxiu i a la investigació historiogràfica, quedà reflectida en el terreny històric. Les biografies i narracions de fets històrics els presentava de manera que podien ser llegits com una novel·la però amb la cura en les dades d'un arxiver. El que interessava a Martínez Ferrando era «la individualitat dels personatges històrics i, a la vegada, la capacitat de trobar l'estil, clar i elegant, líric quan era necessari, per fer-los entenedors, per atrapar-hi el lector».
Va ser membre de l'Acadèmia de Bones Lletres de Barcelona el 1941, any en què hi ingressà amb un discurs sobre Nueva visión y síntesis del gobierno intruso de Renato de Anjou en Cataluña. El 1949 va ser nomenat primer president de la delegació de l'Asociación Nacional de Archiveros, Bibliotecarios y Arqueólogos (ANABA) a Catalunya i Balears (1949-1952), i un any després inspector regional dels Arxius de la zona de Llevant, càrrec que li donà accés als arxius catalans, valencians i balears. A part, fou membre del Consell Internacional d'Arxius, formà part del Centre de Cultura Valenciana, de l'Acadèmia Pontaniana de Nàpols, de la Deputazione di Storia Patria per la Sardegna, de la Societat Geogràfica de Lisboa i del patronat dels Monestirs Reials de Poblet i Santes Creus, a més d'estar adscrit a la Hispanic Society of America.
Vicent Alonso va dedicar la seua tesi doctoral a Ernest Martínez Ferrando i com a fruit de la qual ha editat i prologat les obres següents: 
- Entre la poesia en prosa i el conte literari.
- Sobre la literatura d'Ernest Martínez Ferrando (Barcelona: PAM, 1992),
- La trajectòria intel·lectual d'Ernest Martínez Ferrando (València: Eliseu Climent, 1992).

## Una dona s'atura en el camí
Es tracta de la novel·la més important de Martínez Ferrando. Segons Vicent Alonso l'autor la va escriure animat per diversos crítics literaris que l'encoratjaren a fer un salt qualitatiu des del gènere del conte cap a l'escriptura d'obres més ambicioses. L'any 1935 l'obra va guanyar el premi Crexells, potser el més prestigiós per als narradors catalans de l'època.
L'argument ens situa a la Barcelona dels anys trenta. Dues germanes òrfenes, Carme i Natàlia, hi viuen una solteria força insulsa fins que Enric, un home d'origen aristocràtic i comportament desconcertant, comença a sol·licitar l'amor de Natàlia, potser la més bonica de les dues germanes, i sense dubte la de caràcter més viu i somiador. L'amor entre ambdós joves, que en un principi pren la forma d'un nuviatge més o menys estable, canvia sobtosament quan la mort de la mare d'Enric provoca en aquest un canvi de caràcter radical. Els episodis psicòtics, ja habituals en Enric, s'agreugen llavors de manera considerable, i Natàlia, com a conseqüència, comença a replantejar-se el seu futur.
El mateix Vicent Alonso es refereix a diverses mancances de l'obra, com per exemple el seu ritme irregular. Altres crítics com Manuel Montoliu i Palau i Fabre destaquen el caràcter superficial dels personatges, l'excessiva autonomia argumental dels capítols o la manca d'interés de l'autor per esgotar la trama i portar-la per sendes col·laterals. Comptat i debatut, tots els crítics esmentats coincideixen a subratllar que Una dona s'atura en el camí és una novel·la concebuda realment des de la tècnica del relat breu. "L'obra de Martínez Ferrando -afegeix Montoliu-, ja a les primeres pàgines, passat el primer capítol, salta per damunt del marc del conte, dintre del qual havia estat concebuda, i perd tot interés per a recuperar-lo només en els moments en què l'autor torna a la tonalitat inicial del conte."
Tot i les crítiques, Una dona s'atura en el camí destaca, segons Alonso, per diversos aspectes positius com ara la introducció de símbols o la presència d'un cert psicologisme epidèrmic en sintonia amb les teories de Freud. En paral·lel, la tècnica de l'autor deixa moments de gran bellesa i mestria formal, comparables sens dubte amb alguns dels millors passatges dels seus contes.

## Obra

### Històrica

#### General
- Catálogo de la documentación relativa al antiguo reino de Valencia: contenida en los registros de la cancillería real (1934)
- Uns capítols atorgats als mallorquins per Pere, conestable de Portugal, "Rei intrús de Catalunya" (1935)
- Pere de Portugal: rei dels catalans: vist a través dels registres de la seva Cancelleria (1936)
- Discursos leídos en la Real Academia de Buenas Letras de Barcelona en la solemne recepción pública de J. Ernesto Martínez Ferrando el día 6 de julio de 1941 (1941)
- Tragedia del insigne condestable don Pedro de Portugal (1942)
- Privilegios otorgados por el Emperador Carlos V en el Reino de Nápoles: Sicilia aquende el Faro: serie conservada en el Archivo de la Corona de Aragón (1943)
- Negociaciones matrimoniales de Jaime II con María de Chipre (1946)
- Jaime II de Aragón: su vida familiar (1948). Dos volums (text i documents)
- Els fills de Jaume II (1950)
- Biografía de Elisenda de Montcada: regina de Pedralbes (1953)
- Els Descendents de Pere el Gran (1954)
- Jaume II (1954)
- Próspero de Bofarull y Próspero de Mérimée: una amistad ejemplar (1954)
- Jaume II, o, el seny català (1956)
- Tres siglos de disposiciones reales sobre Menorca (1958)
- La tràgica història dels reis de Mallorca. Jaume I, Jaume II, Sanç, Jaume III, Jaume (IV), (Isabel) (1960)
- Jaume II o El seny català; Alfons el Benigne (1963). Reedició de Jaume II, o, el seny català amb la biografia d'un altre rei, el Benigne

#### Sobre l'ACA
- El Archivo de la Corona de Aragón (1944)
- Tres archivos de España (1950)
- Los archivos de Barcelona (1952)
- Archivo de la Corona de Aragón: guía abreviada (1958)
- Índice cronológico de la Colección de documentos inéditos del Archivo de la Corona de Aragón (1958-1973)

### Col·laboracions i pròlegs
- San Vicente Ferrer y la Casa Real de Aragón: documentación conservada en el Archivo Real de Barcelona (1955). Amb col·laboració de Francisca Solsona Climent.
- Història dels catalans, dirigida per Ferran Soldevila (1966 i 1969).
- Santes Creus en la guerra contra los franceses: la política del Mariscal Suchet en la Baja Cataluña de Joan Mercader (1950). Pròleg d'Ernest Martínez Ferrando.
- Quan els sentits s'afinen: Inici d'unes memòries de Ferran Canyameres (1959). Pròleg d'Ernest Martínez Ferrando.

### Narrativa
- Les llunyanies suggestives i altres proses (1918)
- El farsant i l'enamorada (1919)
- Vida d'infant (1921), novel·la
- Històries i fantasies (1924)
- Primavera inquieta (1926), reelaboració de Vida d'infant
- Tres històries cruels (1930)
- Una dona s'atura en el camí (1935). Premi Crexells del 1935.
- El petit Rovira (1936)
- Remors de veus al cementiri (1936)
- Recull de contes valencians (1958)
- Els set pecats capitals (1960)
- L'altre geperut i alguns contes més (València: L'Estel, 1963)
- Narracions (Edició de Josep Piera. València: Institució Alfons el Magnànim, 1983)
- La botiga del llibres vells (Pròleg de Vicent Alonso. Alzira: Bromera, 2011)

### Traduccions
- El teatro desde la antigüedad hasta el presente de Cristián Gaehde (1926)
- La pintura alemana d'August Liebmann Mayer (1930)
- Vint-i-quatre hores en la vida d'una dona de Stefan Zweig (1929)